# صمام جزرة
صمام الجزرة (بالإنجليزية: Rotating Wedge Valve)‏.

## تكوينه ووظيفته
يتكون هذا المحبس من قلب عبارة عن جسم مخروطي مثقوب، ويستخدم بهدف التحكم بكمية المياه المارة في المواسير.

## استخداماته
يمكن استخدامه في شبكات المياه الباردة أو الساخنة، كما يمكن استخدامه في شبكات الغاز والبخار.

## عيوبه
من عيوبه أنه سريع القفل، مما ينتج عنه ضغطا شديدا داخل المواسير، مما يحدث ظاهرة المطرقة.